# Jim Storm
James Eugene "Jim" Storm (født 2. februar 1941 i San Diego, Californien, USA) er en amerikansk tidligere roer.
Storm vandt sølv i dobbeltsculler ved OL 1964 i Tokyo, sammen med Seymour Cromwell. Parret blev kun besejret af Oleg Tjurin og Boris Dubrovskij fra Sovjetunionen, mens tjekkoslovakerne Vladimír Andrs og Pavel Hofmann vandt bronze.
Storm og Cromwell vandt også VM-sølv i dobbeltsculler i 1966.

## OL-medaljer
- 1964:  Sølv i dobbeltsculler